# Bankaltim Women's Circuit
Il Bankaltim Women's Circuit è un torneo professionistico di tennis giocato su campi in cemento. Fa parte dell'ITF Women's Circuit. Si gioca annualmente a Balikpapan in Indonesia.

## Albo d'oro

### Singolare
| Anno | Campionessa             | Finalista    | Punteggio     |
| ---- | ----------------------- | ------------ | ------------- |
| 2011 | Varatchaya Wongteanchai | Wang Qiang   | 7–5, 6–3      |
| 2012 | Non disputato           |              |               |
| 2013 | Jovana Jakšić           | Yang Zi      | 6–3, 6–2      |
| 2014 | Zhu Lin                 | Ankita Raina | 7–5, 2–6, 6–3 |

### Doppio
| Anno | Campionesse                          | Finaliste                                    | Punteggio        |
| ---- | ------------------------------------ | -------------------------------------------- | ---------------- |
| 2011 | Kanae Hisami Varatchaya Wongteanchai | Natsumi Hamamura Yurika Sema                 | 6–3, 6–2         |
| 2012 | Non disputato                        |                                              |                  |
| 2013 | Naomi Broady Teodora Mirčić          | Chen Yi Xu Yifan                             | 6–3, 6–3         |
| 2014 | Michika Ozeki Peangtarn Plipuech     | Varatchaya Wongteanchai Varunya Wongteanchai | 6–3, 4–6, [10–7] |